# Elsa Bois
Pour les articles homonymes, voir Bois.
Elsa Bois, née le 22 juillet 2000 à Romans-sur-Isère (Drôme), est une danseuse sportive, chorégraphe et actrice française.
Elle est principalement connue pour sa participation à l'émission télévisée Danse avec les stars sur TF1.

## Biographie

### Enfance et formation
Elsa Émilie Bois naît le 22 juillet 2000 à Romans-sur-Isère (Drôme),. Elle grandit dans une famille de danseurs. Sa mère, Laurie Bois, aujourd’hui couturière de costumes de danse, commence la danse par le rock sauté puis poursuit sa carrière par les compétitions de danses latines et standards et remporte même un titre de championne de France. Après avoir été inscrite au twirling bâton puis à la gymnastique, sans succès, Elsa fait ses premiers pas sur les parquets dès l’âge de cinq ans en danse latine, à l’Artistique Rumba Club à Romans-sur-Isère (Drôme). 
Elle commence les compétitions aux côtés de son partenaire Quentin Chippaux avec qui elle danse jusqu’en 2014. La même année, elle obtient son diplôme national du brevet au collège Claude Debussy.
En 2014, Elsa rejoint le prestigieux CVDS (Club villeurbannais de danse sportive) tenu par Diana Lacroix Ribas à Villeurbanne et commence un nouveau partenariat avec Djoe Del Sindaco, qui prendra fin en 2016.
En 2017, Elsa a pour nouveau partenaire Raphaël Provitera, avec qui elle atteint les finales de nombreuses prestigieuses compétitions dans la catégorie adulte, notamment celle du championnat de France de danse latine en 2019. Leur partenariat prend fin cette même année.
Depuis 2020, Elsa danse avec Pere Garau Álvarez venu d'Espagne.
Après avoir passé un baccalauréat scientifique avec une mention « très bien » en 2017, elle quitte le foyer familial pour s'installer à Villeurbanne. Elsa fait une première année en études de médecine et étudie ensuite au campus La Doua. Elle est titulaire d'une licence STAPS mention activités physiques adaptées et santé depuis juillet 2021.
Depuis 2018, elle est professeure de danse en loisirs et en compétition, particulièrement à l’école de danse Ribas à Villeurbanne.

### Carrière en tant que danseuse

#### Qui sera le meilleur ce soir?(Spéciale enfants)
En 2011, âgée de 10 ans, Elsa remporte Qui sera le meilleur ce soir ? (Spéciale enfants), diffusée sur TF1, accompagnée de son partenaire de danse, Quentin Chippaux,. Ils sont entraînés par Grégoire Lyonnet, gagnant de la saison 4 de Danse avec les stars.

#### Danse avec les stars
En 2012, elle est sélectionnée avec d’autres enfants pour participer à un tableau de danse aux côtés d’Emmanuel Moire et de Fauve Hautot lors d’un prime de la saison 3 de l’émission Danse avec les stars.
En septembre 2021, Elsa Bois intègre le casting de la saison 11 de l'émission de TF1 Danse avec les stars, en tant que danseuse aux côtés du vidéaste Michou. Ils terminent troisièmes de la compétition.
En septembre 2022, elle participe à la saison 12 aux côtés de Thomas Da Costa,,. Ils terminent quatrièmes de la compétition.
En février 2024, elle participe à la saison 13 avec le rappeur Black M. Ils terminent septièmes de la compétition.
En février 2025, elle participe à la saison 14 aux côtés du nageur Florent Manaudou. Ils terminent deuxièmes de la compétition.

### Carrière en tant qu'actrice
En 2025, elle débute en tant qu'actrice en interprétant le rôle de Ninon Becker dans Ici tout commence.

## Vie privée

### Famille
Elsa Bois a deux sœurs (Alizée et Lilou Bois, nées en 2002 et 2006) qui sont également danseuses.
En 2010, la petite sœur d'Elsa, Alizée Bois, remporte l'émission La France a un incroyable talent,.

### Vie sentimentale
En 2021, elle est en couple avec Adrien. Ils se séparent deux mois après le début de la saison 11 de Danse avec les stars,. Le 3 janvier 2022, Elsa et le vidéaste Michou annoncent leur relation amoureuse dans un post Instagram commun. Le 17 février 2025, quelques jours après le début de la saison 14 de Danse avec les stars, ils annoncent leur rupture.

## Palmarès
Elsa compte cinq titres de championne de France de danses latines. Elle obtient son premier titre à l'âge de 8 ans avec Quentin Chippaux. Les deux jeunes danseurs obtiennent leur dernier titre en 2014 à Bagnols-sur-Cèze.
Ils représentent la France au championnat du Monde de danse latine, dans la catégorie Juniors II (moins de 16 ans) en 2012 à Kistelek, organisé par la WDSF, ainsi qu’en 2013 à  Bassano del Grappa et en 2014 à Moscou.
Avec Djoe Del Sindaco, Elsa atteint la 3ᵉ place au championnat de France en 2015, ainsi qu’en 2016, dans la catégorie Youths (moins de 18 ans). Le duo représente la France au championnat d’Europe en 2016 à Cambrils.
En 2017, avec Raphaël Provitera, Elsa atteint la 3ᵉ place du championnat de France dans la catégorie Espoir -21 ans. En 2019, ils atteignent la 4ᵉ place du championnat de France dans la catégorie Adulte.

## Cyberharcèlement
En novembre 2024, Elsa Bois est victime d'un cyberharcèlement sur X (anciennement Twitter) et sur TikTok alimenté par de fausses rumeurs d'infidélité envers son conjoint Michou, basées sur des extraits de live Twitch sortis de leur contextes,.

## Filmographie

### Émissions de télévision
- 2011 : Qui sera le meilleur ce soir ? (Spéciale enfants), sur TF1[12]
- 2011 : La Meilleure Danse, sur W9[12]
- 2012 : Saison 3 de Danse avec les stars, sur TF1 (tableau de danse aux côtés d'Emmanuel Moire et de Fauve Hautot lors d'un prime de la saison 3)[12]
- depuis 2021 : Danse avec les stars, sur TF1 (depuis la saison 11)
- 2021 : Le Grand Bêtisier du 31, sur TF1
- 2022 : Le Grand Quiz (Spécial Baccalauréat) sur TF1, candidate en duo avec Diane Leyre
- 2022 : Celebrity Hunted, sur Prime Vidéo : apparition dans la saison 2

- 2024 : Danse avec les stars d'Internet, sur Twitch, TF1+ et TF1.
- 2024 : Le Maître du Jeu sur TF1 : candidate

### Série télévisée
- Depuis 2025 : Ici tout commence : Ninon Becker sur TF1[17]

### Publicité
- 2022: Nintendo Switch Sports avec Michou[26]